# Caloperdix
Caloperdix is een geslacht van vogels uit de familie fazantachtigen (Phasianidae).

## Soorten
Het geslacht bestaat uit slechts één soort:
- Caloperdix oculeus – Gevlekte bospatrijs